# Witalij Romanenko
Witalij Petrowytsch Romanenko (ukrainisch Віта́лій Петро́вич Романе́нко; * 13. Juli 1926 in Kiew, Ukrainische SSR; † 27. September 2010 ebenda) war ein sowjetischer Sportschütze.

## Erfolge
Witalij Romanenko nahm an den Olympischen Spielen 1956 in Melbourne teil. In der Disziplin Laufender Hirsch erzielte er mit 441 Punkten die höchste Punktzahl und wurde damit vor Olof Sköldberg und Wladimir Sewrjugin Olympiasieger.
Romanenko wurde mit der Mannschaft 1954 in Caracas, 1958 in Moskau, 1961 in Oslo und 1962 in Kairo jeweils im Einzel- als auch im Doppelschuss Weltmeister. Zudem gewann er 1954 auch im Einzel des Einzelschusses die Goldmedaille. In dieser Disziplin wurde er 1958 und 1961 Vizeweltmeister, 1954 gewann er zudem im Doppelschuss Silber.